# Santa Lúcia nos Jogos Pan-Americanos de 2015
Santa Lúcia competiu nos Jogos Pan-Americanos de 2015 em Toronto de 10 a 26 de julho de 2015. O país competiu em 4 esportes com 6 atletas e conquistou 1 medalha de ouro.